# Saint-Martin-des-Monts
Saint-Martin-des-Monts is een gemeente in het Franse departement Sarthe (regio Pays de la Loire) en telt 153 inwoners (1999). De plaats maakt deel uit van het arrondissement Mamers.

## Geografie
De oppervlakte van Saint-Martin-des-Monts bedraagt 5,8 km², de bevolkingsdichtheid is 26,4 inwoners per km².
De onderstaande kaart toont de ligging van Saint-Martin-des-Monts met de belangrijkste infrastructuur en aangrenzende gemeenten.

## Demografie
Onderstaande figuur toont het verloop van het inwonertal (bron: INSEE-tellingen).

## Foto's

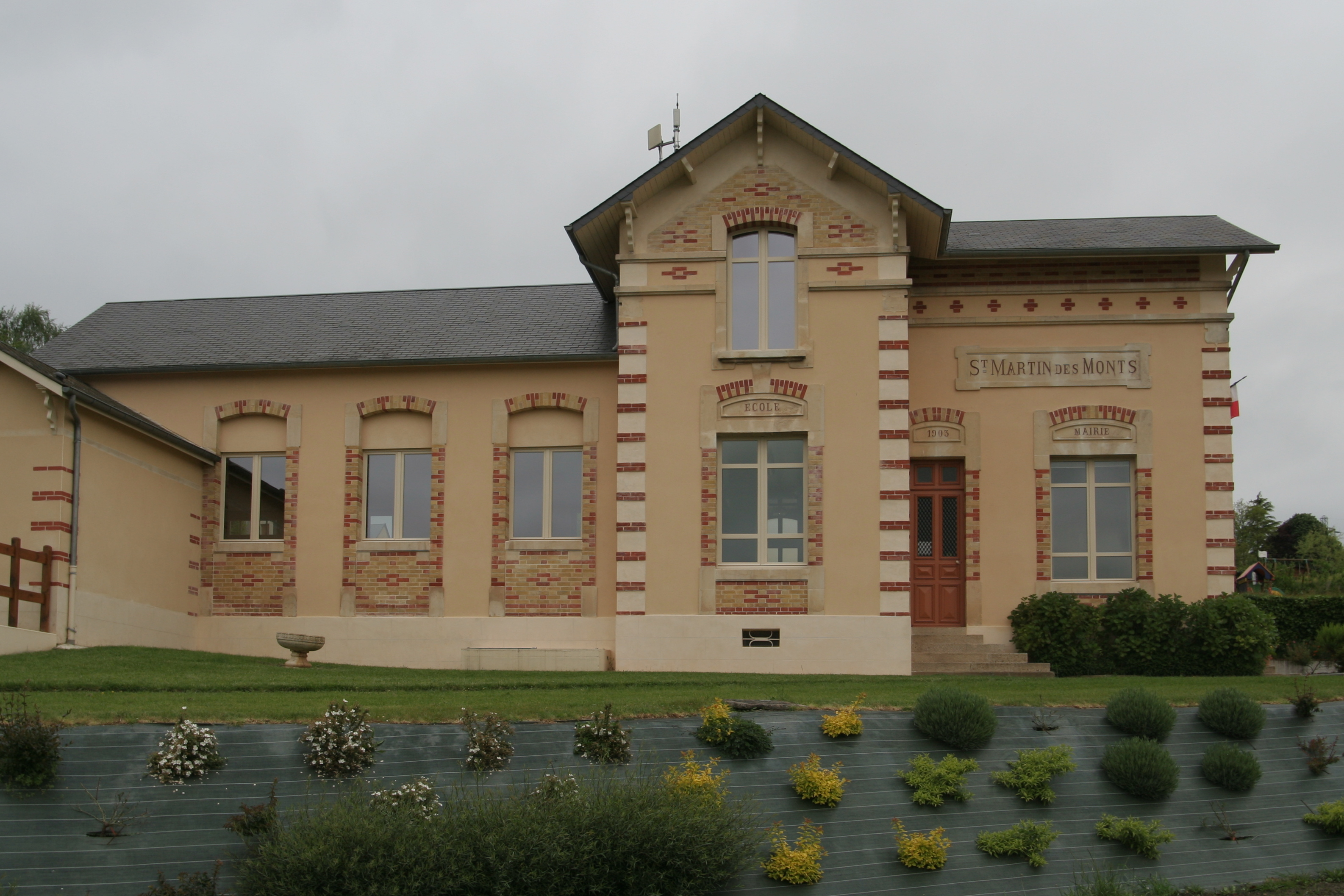
Gemeentehuis
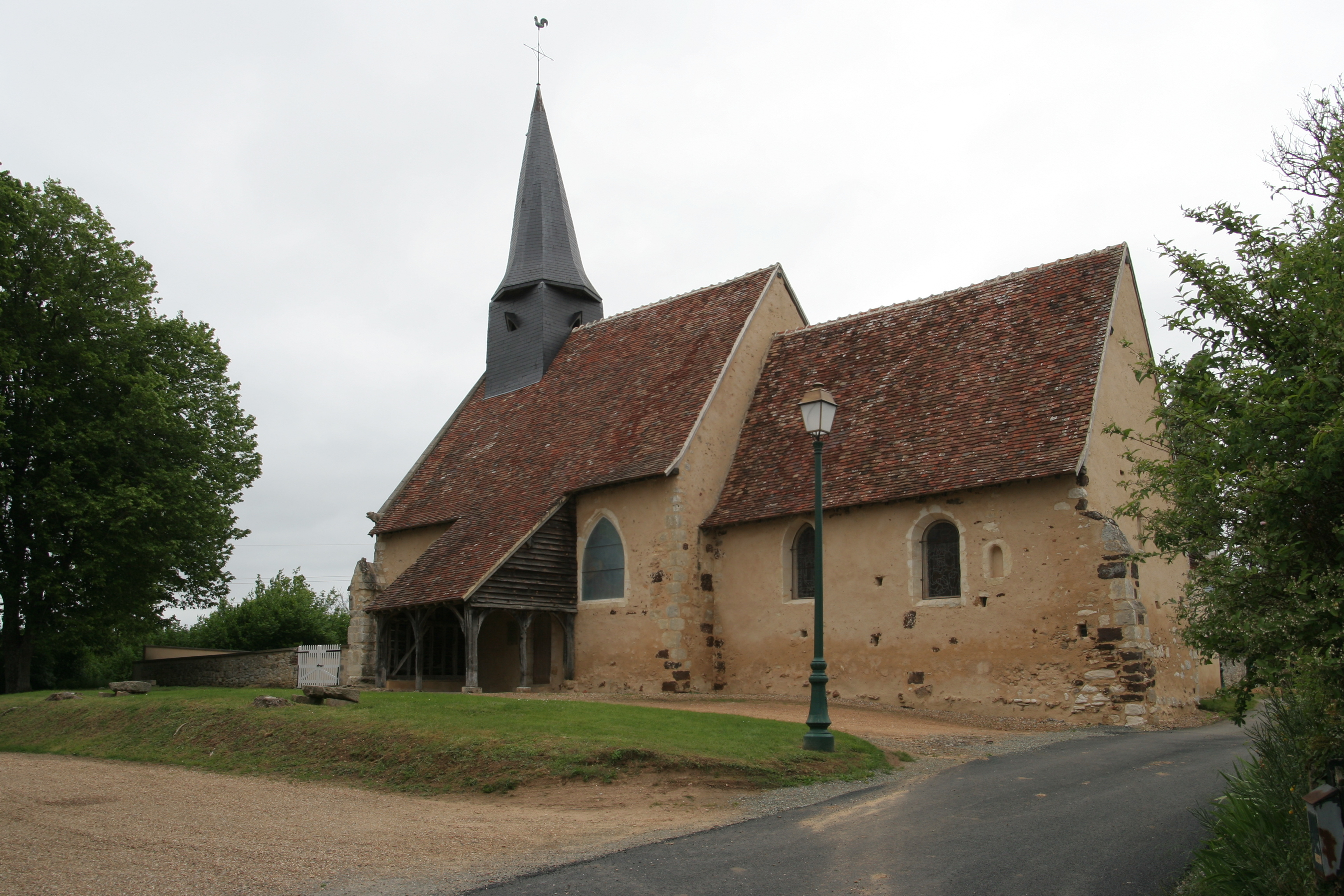
Kerk